# Domènec Ruiz Devesa
Domènec Ruiz Devesa, né le 3 mars 1978 à Alicante, est un homme politique espagnol membre du Parti socialiste ouvrier espagnol (PSOE). Il est élu député européen en 2019 et rejoint l'Alliance progressiste des socialistes et démocrates au Parlement européen.

## Biographie
Il est membre du Groupe Spinelli au Parlement européen. Il est élu président de l'UEF au congrès du 25 et 26 novembre 2023.